# Bryan Garris
Bryan Garris (nacido el 6 de septiembre de 1993) es un vocalista y músico estadounidense conocido por ser el vocalista principal de la banda de hardcore punk estadounidense Knocked Loose que se formó en 2013. Ha contribuido a las actividades de grabación y giras de la banda, ayudándolos a convertirse en un acto destacado dentro de la escena hardcore moderna.

## Carrera

### Knocked Loose (2013-presente)
En 2013, Garris cofundó Knocked Loose en el condado de Oldham, Kentucky, junto con otros músicos locales. Lanzaron varias grabaciones, entre ellas: Laugh Tracks (2016), A Different Shade of Blue (2019), A Tear in the Fabric of Life (2021) y You Won't Go Before You're Supposed To (2024).
La interpretación vocal de Garris es un elemento fundamental del sonido de la banda, y su estilo interpretativo ha sido objeto de debate en diversas reseñas y entrevistas. En una entrevista de 2024, habló sobre el proceso creativo de la banda y la evolución de su sonido.

### Otros proyectos
Garris fue anteriormente el bajista de la banda de hardcore Heartstopper, que formó junto a tres exmiembros de Nine Eyes. El baterista de la banda era Isaac Hale, guitarrista de Knocked Loose.
Garris toca el bajo en el supergrupo de hardcore straight edge XweaponX (o Weapon X). La banda fue formada por Garris, el guitarrista Isaac Hale (también miembro de Knocked Loose), el baterista Trey Garris (hermano de Bryan y baterista de la banda de deathcore Gates To Hell) y el vocalista Dave Baugher. El 13 de marzo de 2023, la banda lanzó por sorpresa un EP compartido con World Of Pleasure, el primer lanzamiento de XweaponX en el que también participaba el guitarrista Bo Lueders de Harm's Way. La banda lanzó su segundo demo el 18 de abril de 2025.

## Impacto musical
Bajo el liderazgo de Garris, Knocked Loose se ha hecho conocido por sus enérgicas presentaciones en vivo y ha desempeñado un papel fundamental en el resurgimiento del hardcore punk y el metalcore en Estados Unidos. Las reseñas del trabajo de la banda destacan el estilo enérgico y agresivo que Garris impulsa, contribuyendo así a su influencia en la escena hardcore moderna.

## Discografía
Con Knocked Loose
- Pop Culture (2014)
- Laugh Tracks (2016)
- A Different Shade of Blue (2019)
- A Tear in the Fabric of Life (EP, 2021)
- You Won't Go Before You're Supposed To (2024)

Colaboraciones
- Enemies In Red de Dying Wish (2019)
- Slaughterhouse de Motionless in White (2022)